# Muzeum Lachów Sądeckich

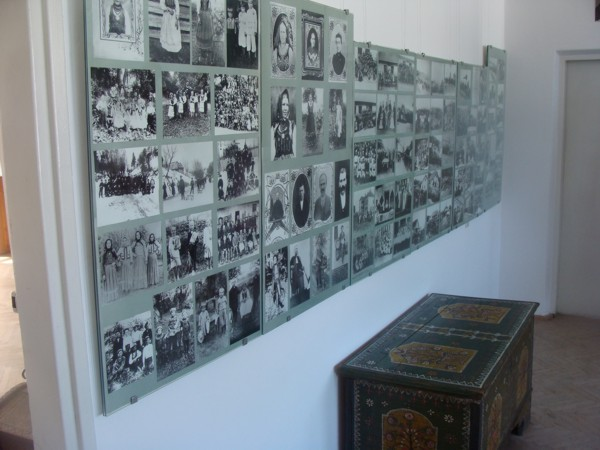
Wystawa zdjęć Wojciecha Migacza

Muzeum Lachów Sądeckich im. Zofii i Stanisława Chrząstowskich – oddział Muzeum Ziemi Sądeckiej, mieszczący się w budynku Gminnego Ośrodka Kultury w Podegrodziu. Jest największą na Sądecczyźnie regionalną placówką, powstałą ze zbiorów prywatnej kolekcji.

## Historia
Początek kolekcji etnograficznej to lata trzydzieste. Zaczęto gromadzić wtedy stroje i hafty podegrodzkie, a po wojnie, przedmioty użytku codziennego, sprzęty i narzędzia gospodarskie, sztukę ludową i obrzędową regionu. 
Do roku 1975 kolekcja była udostępniana zwiedzającym w starej chałupie Stanisława Migacza w Podegrodziu, a po rozebraniu tej chałupy, dostępna była na poddaszu prywatnego domu Zofii i Stanisława Chrząstowskich. 
W 1975 roku kolekcja została przeniesiona do nowo wybudowanego Domu Kultury w Podegrodziu. 
W 1981 roku zbiory, znajdujące się na wystawie w Domu Kultury w Podegrodziu, zostały przez państwa Chrząstowskich przekazane do Muzeum Ziemi Sądeckiej, pod warunkiem, że pozostaną w Podegrodziu. 
W 1991 roku nadano muzeum imię: Zofii i Stanisława Chrząstowskich.

## Ekspozycja
Ekspozycja poświęcona jest głównie kulturze i historii Podegrodzia i regionu Lachów Sądeckich. W ekspozycji znajdują się:
- wystawa poświęcona tradycyjnej kulturze materialnej regionu lachowskiego
- prezentacja współczesnej sztuki ludowej oraz plastyki obrzędowej
- wystawa oryginalnych strojów podegrodzkich
- wystawa zdjęć Wojciecha Migacza poświęcona przeszłości regionu
- wystawa pt. „Archeologia Podegrodzia i okolic Nowego Sącza"